# Kees de Kovel
Cornelis (Kees of Cees) de Kovel (Groot-Ammers, 21 november 1937) is een Nederlands politicus van de CHU en later het CDA.

## Levensloop
In Schoonhoven ging hij naar de mulo en daarna in Gouda naar de hbs. Tijdens die middelbareschoolperiode leerde hij de latere politici Wim Kok en Gert Schutte kennen. Van 1956 tot 1959 studeerde hij in Utrecht aan de hts afdeling Landmeetkunde. Na zijn dienstplicht (weerdienstofficier bij de Koninklijke Luchtmacht) ging De Kovel in 1961 werken bij de Landmeetkundige Dienst van het kadaster in Utrecht en drie jaar later kwam hij te werken bij het Bureau Ruilverkaveling Utrecht. In verband met de aankomende ruilverkaveling in de Alblasserwaard vertrok hij rond 1966 naar Dordrecht waar hij ging werken bij het Bureau Ruilverkaveling Dordrecht.

## Politiek
De Kovel, die in zijn studententijd al lid was van de Christelijk Historische Jongerenorganisatie (CHJO), de jongerenorganisatie van de CHU, kwam eind 1973 in de gemeenteraad van Dordrecht. Nog geen jaar later vertrok de Dordtse wethouder Jan de Bruin om burgemeester van Naaldwijk te worden waarop de Kovel hem opvolgde. Eind april 1986 kwam aan zijn wethouderschap een einde toen de PvdA en de VVD een college vormden zonder het CDA. Een maand later werd bekend dat De Kovel burgemeester zou worden van Nunspeet. Hij zou daar tot april 2002 burgemeester blijven.